# Rahmenuhr

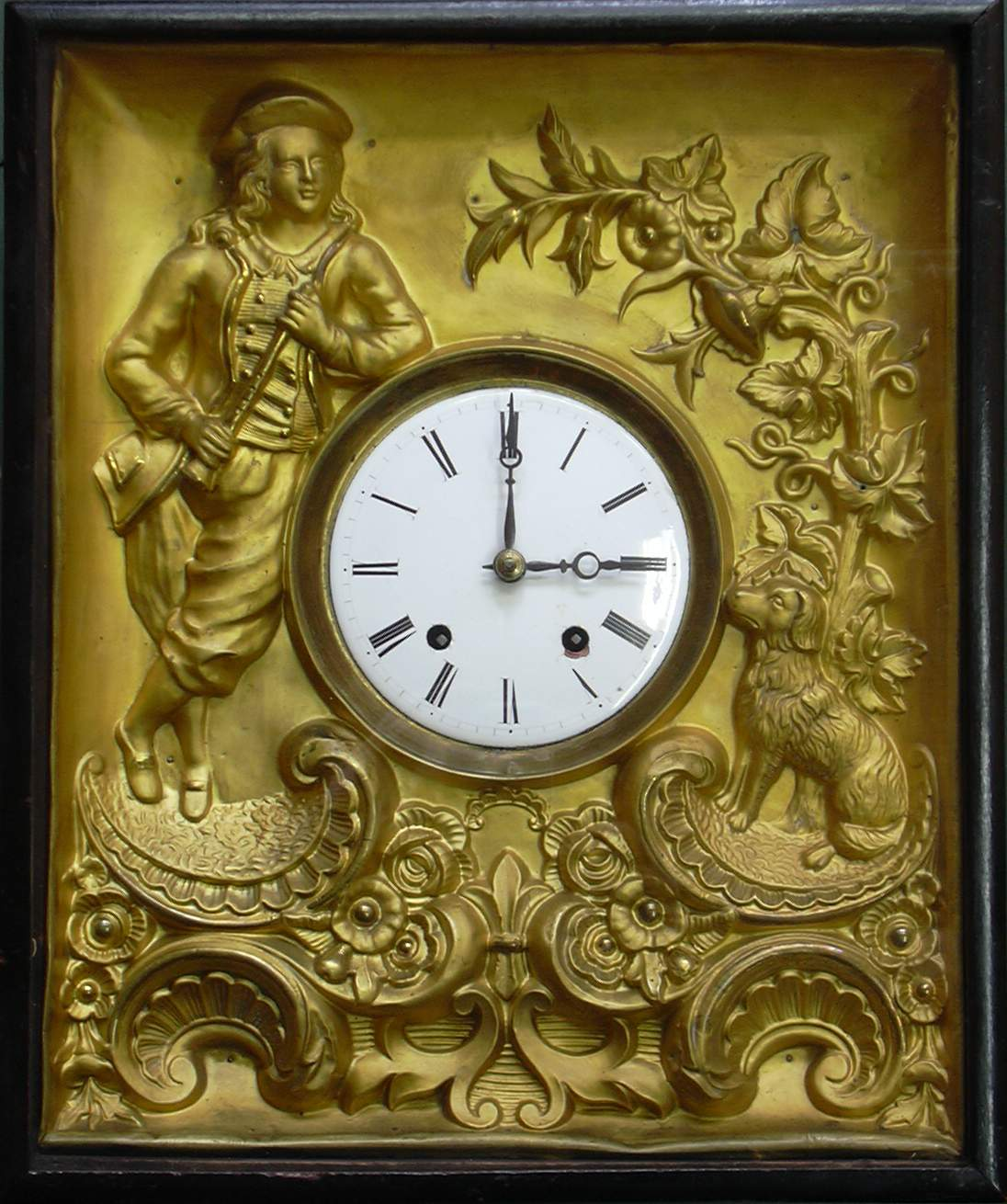
Schwarzwälder Rahmenuhr mit Messingschild

Als Rahmenuhren bezeichnet man Wanduhren, deren Zifferblätter in ein von einem Bilderrahmen begrenztes Feld eingesetzt sind. Sie waren in der Zeit des Biedermeier beliebt und wurden häufig in Wien hergestellt. Es handelt sich hierbei um einen Uhrentyp der in seinen ursprünglichen Form auf bildliche Darstellungen verzichtete. Der oft vergoldete Holzrahmen umfasste eine mehr oder weniger verzierte Holzplatte oder eine vergoldete Messingform in die das Zifferblatt eingesetzt war, manchmal besaß das Gehäuse der Uhr eine ornamentale oder figürliche Bekrönung. Unterhalb des Zifferblatts befindet sich oft ein ovaler Ausschnitt, durch den das verzierte Pendel sichtbar ist. Die verwendeten Uhrwerke entsprechen in ihrer Bauweise zumeist den in Wien auch für andere Uhrentypen verwendeten Werken: Sie besitzen je nach Qualität ein Stunden-, Halbstunden- oder Viertelstundenschlagwerk, das häufig über eine Repetition verfügt. Selten sind Rahmenuhren, bei denen auf dem Zifferblatt Automatenfiguren angebracht sind, die sich beim Schlag der Uhr bewegen, z. B. Schmiede, die auf ihren Amboss schlagen. Wiener Rahmenuhren wurden von etwa 1820 bis 1850 hergestellt. Sie sind im Antiquitätenhandel heute beliebt, wobei der Wert wesentlich durch den Zustand der Vergoldung bestimmt wird, die häufig beschädigt oder übermalt ist.  
Die später, ab etwa 1850 entstandene Schwarzwälder Rahmenuhr ist eine regionale, preiswertere Ausprägung dieses Uhrentyps. Ihr Zifferblatt wurde in der Regel ohne harmonischen Zusammenhang in bildliche oder ornamentalen Darstellungen eingefügt. Bei den Schilden fanden sowohl Lackschilde, Drucke, Fotografien, Hinterglasmalereien wie auch geprägte Messingschilde Verwendung. Eine besondere Form dieser Variante der Rahmenuhren sind die Augenwender. Schwarzwälder Rahmenuhren besitzen ein typisches Schwarzwälder Uhrwerk mit Holzplatinen, anders als bei den Wiener Rahmenuhren erfolgt der Antrieb dementsprechend nicht über Federn, sondern durch Gewichte. Auch das Pendel ist länger als bei den Wiener Uhren und hängt aus dem Gehäuse heraus. 